# En nattsaga

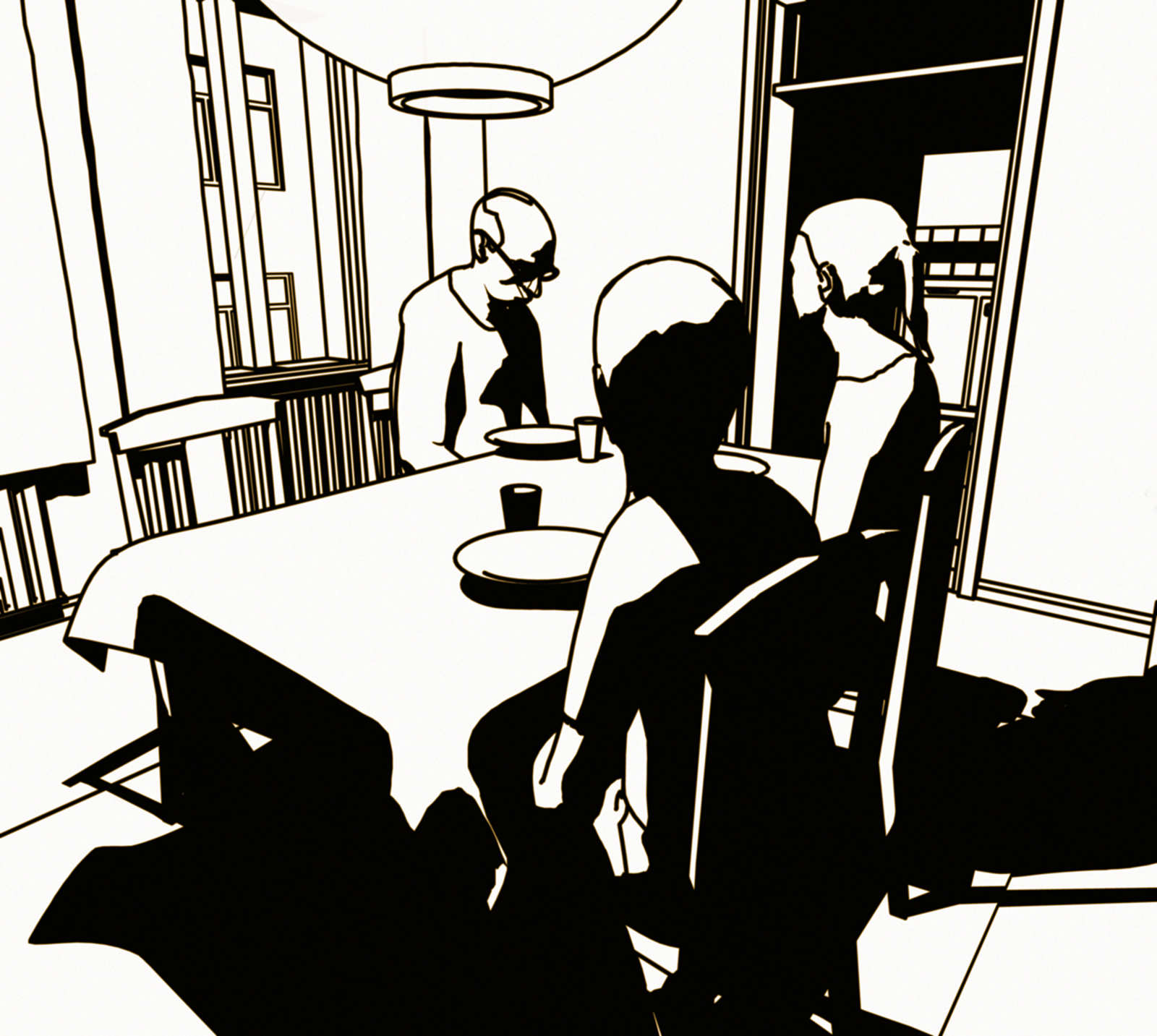
Stillbild ur filmen En nattsaga, regi Maja Lindström Kling, animation Lars Nordén

En nattsaga är en svensk animerad kortfilm från 2005 i regi av Maja Lindström Kling.
Filmen handlar om föräldrar som önskar att de kunde säga till sina barn att alla sagor slutar bra. Men en natt händer det de inte vågat sätt ord på, medan familjen sover och drömmer att allt är som förut. En nattsaga producerades av Lindström Kling och Anna Wallmark och manuset skrevs av Lindström Kling. Den premiärvisades på Göteborgs filmfestival 29 januari 2005. Filmen belönades med en Guldbagge 2006 i kategorin Bästa kortfilm en "Special Mention" vid Nordisk Panorama - 5 Cities Festival i Bergen och Stockholm Stads Kulturstipendium samma år.